# The Scene (álbum)
The Scene es el cuarto álbum de la banda Alemana de Electronicore, Eskimo Callboy.

## Historia
Si bien su antecesor logró un moderado éxito para promocionar la banda fuera de Europa, "The Scene" ha logrado duplicarlo. Los sencillos del disco lograron una rotunda repercusión y una muy buena promoción del álbum. 
Este disco y la banda se dieron a conocer aún más gracias al fichaje con la muy reconocida discográfica de Metal, Century Media Records. Teniendo bandas como Arch Enemy, In Flames, In This Moment, entre otras famosas.
Este disco cuenta con dos discográficas, People Like You Records para Alemania y Century Media Records para el resto del mundo, a pesar de que la primera es solo una división de Century Media.
El disco salió para Amazon , iTunes , Google Play  y Spotify . Además de sus versiones en CD, vinilo y descarga digital, las cuales se puede comprar en Amazon o en su página oficial. .

## Lista de canciones
Edición Estándar

| N.º | Título                                              | Duración |  |
| 1.  | «Back In The Bizz»                                  | 3:07     |  |
| 2.  | «MC Thunder»                                        | 3:50     |  |
| 3.  | «The Devil Within»                                  | 3:44     |  |
| 4.  | «Banshee»                                           | 3:21     |  |
| 5.  | «The Scene» (con Fronz)                             | 3:13     |  |
| 6.  | «VIP»                                               | 3:10     |  |
| 7.  | «Shallows»                                          | 3:21     |  |
| 8.  | «Nightlife» (con Little Big)                        | 3:42     |  |
| 9.  | «X»                                                 | 0:57     |  |
| 10. | «New Age»                                           | 3:21     |  |
| 11. | «Frances»                                           | 3:36     |  |
| 12. | «Rooftop»                                           | 3:06     |  |
| 13. | «Calling»                                           | 4:20     |  |
| 14. | «The Devil Within (Acoustic)» (con Tobias Rauscher) | 3:25     |  |

## Músicos

### Eskimo Callboy
- Sebastian "Sushi" Biesler – Voz
- Kevin Ratajczak – Voz, Teclados
- Daniel "Danskimo" Haniß – Guitarra
- Pascal Schillo – Guitarra
- Daniel Klossek – Bajo
- David Friedrich – Batería

Músicos invitados
- Chris Fronzak, de la banda Attila, colaborando en la canción "The Scene"
- La banda Little Big colaborando en la canción "Nightlife"[3]
- Tobias Rauscher colaborando en la versión acústica de la canción "The Devil Within"